# شجون الهاجري
شجون الهاجري  (8 فبراير 1988 -)، ممثلة ومذيعة كويتية.

## عن حياتها
منذ سن الرابعة كانت تقلد الشخصيات وتحب متابعة التلفزيون بشكل كبير لاحظ والديها ذلك، بالوقت نفسه كان تلفزيون الكويت أعلن عن طلب أطفال يقومون بالتمثيل في برنامج. فقامت والدتها بأخذها لتجارب الأداء فأعجب المخرج بأداءها ورقصها الإستعراضي فتم ترشيحها فورًا لدور في «مسابقات رمضان - الصواية أم عوينة»، على رغم أن كان عمرها لا يتجاوز الست سنوات وشاركت مع «ماما أنيسة» في تقديم البرامج، كما شاركت في التقديم في برنامج «تلفزيون الأطفال». بدأت في التمثيل في نهاية تسعينات القرن العشرين في مسلسلات خطوات على الجليد والحب يأتي متأخرا والإختيار، بينما كانت بدايتها الفعلية بعام 2002 في مسلسل ثمن عمري.

## حياتها الخاصة
تبنتها «دور رعاية الأيتام» في الكويت، إلى أن تبنتها أسرة كويتية هما السيد مطر الهاجري والسيدة حياة وعاشت معهم حتى عمر الثالثة عشرة من عمرها ثم انتقلت إلى «دور رعاية الأيتام»، وفي سبتمبر 2011 أثناء عرض مسرحية زين إلى عالم جميل أعلنت عن خطوبتها إلى مدير أعمالها المنتج الفني أحمد البريكي. وفي أبريل 2013 قررت فسخ خطوبتها منه لكنها عادت إليه بعقد قرانهما في مايو 2014 في دبي لكنها انفصلت عنه للمرة الثانية في سبتمبر 2014.

## أعمالها

### في التلفزيون

#### المسلسلات
| سنة الإنتاج | اسم المسلسل                       | الشخصية        |
| ----------- | --------------------------------- | -------------- |
| 1995        | الصواية أم عوينة - مسابقات رمضان  |                |
| 1999        | حكايات كويتية                     | فتوح           |
| 1999        | أبناء الغد                        | نرجس           |
| 2000        | الاختيار                          | سعاد           |
| 2000        | خطوات على الجليد                  |                |
| 2000        | قطعة 13 - مسلسل كرتوني            |                |
| 2000        | مذكرات أي واحد                    |                |
| 2001        | الحب يأتي متاخرا                  | أحلام          |
| 2001        | البومة - سهرة تلفزيونية           | طفلة           |
| 2002        | ثمن عمري                          | ريهام          |
| 2004        | دنيا القوي                        | بشاير          |
| 2005        | عديل الروح                        | رناد           |
| 2005        | آه يا زمن                         | دلال           |
| 2006        | الاختيار الصعب                    | نور            |
| 2007        | جمانة                             | نورا           |
| 2007        | عرس الدم                          | مريم           |
| 2008        | عائلتي                            | ملاك           |
| 2008        | فضة قلبها أبيض                    | نورة           |
| 2009        | موزة ولوزة                        | ميساء          |
| 2009        | آخر صفقة حب                       | سيلفيا         |
| 2009        | الحب الكبير                       | شجون           |
| 2009        | أم البنات                         | غنيمة          |
| 2009        | عيني عينك 2 (برنامج)              | تقليد الشخصيات |
| 2010        | أميمة في دار الأيتام              | عائشة          |
| 2010        | زوارة الخميس                      | موزة           |
| 2011        | بوكريم برقبته سبع حريم            | جوهرة          |
| 2012        | مجموعة إنسان                      | وضحة           |
| 2012        | كنة الشام وكناين الشامية          | ثريا           |
| 2012        | آخر الديوانية - مسلسل كرتوني      | ريحانة         |
| 2012        | مذكرات عائلية جداً                 | ريم            |
| 2013        | أبو الملايين                      | مشاعل          |
| 2013        | سر الهوى                          | داليا          |
| 2015        | صديقاتي العزيزات                  | مي             |
| 2015        | ذاكرة من ورق                      | فجر            |
| 2016        | ساق البامبو                       | نور            |
| 2017        | اليوم الأسود                      | زينب           |
| 2017        | كان في كل زمان ثلاثية خيانة أغسطس | رشا            |
| 2018        | سامحني خطيت                       | ميسم           |
| 2018        | زون زيرو - مسلسل كرتوني           | ضيف شرف        |
| 2018        | المواجهة                          | ليالي          |
| 2019        | عذراء                             | عذراء          |
| 2019        | أنا عندي نص                       | نور            |
| 2020        | دموع فرح                          | فرح            |
| 2021        | ملاك رحمة                         | رحمة           |
| 2022        | بيبي                              | بيبي           |
| 2023        | غسيل                              | حنين           |
| 2024        | ملفات منسية                       | مريم           |
| 2024        | فعل ماضي                          | هند            |
| 2025        | وحوش: عرس النار                   | عذاري          |

#### البرامج
- البرنامج التوعوي «سلامتك» على تلفزيون الكويت.
- تلفزيون الأطفال، على تلفزيون الكويت.
- برنامج المسابقات «شوجي» على قناة فنون، وذلك لثلاث سنوات متتالية من عام 2009.
- برنامج المسابقات «يا هلا بشوج ويانا» على إم بي سي 1 وذلك بعام 2012.[10]
- في عام 2014 شاركت في برنامج تلفزيون الواقع «ذيس أيز مي شوج» خلال 13 حلقة بث البرنامج على قناة إم بي سي 1.
- عادت في شهر رمضان لعام 2017 لتقديم برامج المسابقات بعد غيابها عنها 5 سنوات من خلال برنامج «شوج تايم» الذي بث على قناة الراي.[11]
- برنامج «شوج والأطفال» على تلفزيون الكويت، في شهر رمضان لعام 2024[12]، وقدمت الموسم الثاني منه في شهر رمضان لعام 2025.[13]

### المسرحيات
| سنة الإنتاج | المسرحية          | الشخصية        |
| ----------- | ----------------- | -------------- |
| 1996        | الصياد الصغير     |                |
| 1997        | مفاتيح جهلوك      | بدور           |
| 1998        | رحلة abcd         |                |
| 1999        | زورو وتويتي       |                |
| 2000        | كاسبر 2000        |                |
| 2000        | بيكاتشيو          |                |
| 2001        | كوكب تلي تابيس    |                |
| 2002        | فرح وخادم الأمير  | سلمى           |
| 2004        | سابق وتالي        | لولو           |
| 2005        | عيال الفريج       |                |
| 2005        | الفتيان والقرصان  |                |
| 2007        | دانة والحكيم      | سحر            |
| 2007        | عقول في القفص     |                |
| 2007        | شمبريش            |                |
| 2007        | ناصر ومنصور       |                |
| 2008        | أولى أول          |                |
| 2008        | انتظارات          |                |
| 2009        | مدينة الظلام      | شوجي           |
| 2010        | خمس خوات وصياد    | شوجي           |
| 2011        | زين إلى عالم جميل | زين            |
| 2012        | مصباح زين         | زين            |
| 2013        | زين والوحش        | زين            |
| 2013        | درب السلامة       |                |
| 2016        | بيت الحلاو        | هايدي          |
| 2018        | تومورو            | آني            |
| 2019        | أتمنى             | ماتيلدا        |
| 2022        | بي فري            |                |
| 2023        | كرويلا            | كرويلا / ستيلا |
| 2024        | صنع في الكويت     |                |

#### أعمال أخرى
- مشاركة في فيديو كليب «من ناظري» للفنانة نوال الكويتية.
- إعلان تلفزيوني لشركة زين بمناسبة شهر رمضان لعامي 2010 و2011.
- غناء أغنية «قوم» عام 2013، مع الفنان بشار الشطي.
- غناء أغنية «معاك» عام 2014، مع الفنان علي كاكولي.
- غناء مقدمة مسلسل «أنيسة الونيسة».
- أغنية للأطفال بعنوان «قرقيعان شوجي» بمشاركة الفنان خالد البريكي.
- أنشودة «محمد الرحمة» بمناسبة المولد النبوي.
- مشاركة في فيديو كليب «دي جي» للمغنية بلقيس.
- مشاركة في فيديو كليب «سمبوسه» للمطرب دافي.
- مشاركة في فيديو كليب «شنو الكلام هذا» للمطربين دافي وفلب.
- مشاركة في إعلان «بن العميد» في شهر رمضان لعام 2024.

## الترشيحات والجوائز
- 2007:  الكويت - ترشحت لجائزة أفضل ممثلة دور أول في «مهرجان الخرافي المسرحي» عن دورها في مسرحية عقول في القفص.[16]
- 2008:  الكويت - جائزة أفضل ممثلة دور أول في «مهرجان أيام المسرح للشباب» عن دورها في مسرحية انتظارات.[17]
- 2008:  الكويت - جائزة أفضل فنانة واعدة في استفتاء «مجلة الديرة».
- 2008:  مصر - جائزة الإبداع الذهبية وشهادة تقدير كأحسن ممثلة صاعدة في «مهرجات القاهرة الرابع عشر للإعلام العربي» عن دورها في مسلسل عائلتي.[18]
- 2008:  الكويت - جائزة أفضل فنانة شابة في «أوسكار عالم اليوم» عن دورها في مسلسل «فضة قلبها أبيض».
- 2009:  الكويت - جائزة أفضل برنامج من «مهرجان المميزون في رمضان للإبداع التلفزيوني» عن برنامج شوجي.[19]
- 2010:  الكويت - جائزة أفضل برنامج مسابقات من «مهرجان المميزون في رمضان» عن برنامج شوجي 2.[20]
- 2010:  الكويت - حصلت على المركز الأول كأفضل مقدمة برامج منوعات في استفتاء مجلة سيدتي عن برنامج شوجي 2.[21]
- 2011:  الكويت - جائزة أفضل برنامج مسابقات من «مهرجان المميزون في رمضان» عن برنامج شوجي 3.[22]
- 2012:  الكويت - جائزة أفضل برنامج مسابقات من مهرجان «المميزون في رمضان» عن برنامج «يا هلا بشوج ويانا».[23]
- 2012:  الأردن - رشحت لجائزة أفضل فنانة عربية في «جوائز تايكي» عن دورها في مسلسل كنة الشام وكناين الشامية وقد كانت أول فنانة خليجية شابة تترشح لتلك الجائزة.[24]
- 2013:  الكويت - جائزة أفضل ممثلة من مهرجان «المميزون في رمضان» عن مسلسل سر الهوى.[25]
- 2015:  الكويت - جائزة أفضل فنانة خليجية دور أول من مهرجان «المميزون في رمضان» عن مسلسل ذاكرة من ورق.[26]
- 2016:  الكويت - جائزة أفضل فنانة دور أول من مهرجان «المميزون في رمضان» عن مسلسل ساق البامبو.[27]
- 2016:  الكويت - جائزة نجمة الشباب الأولى وأفضل فنانة دور أول من مهرجان «المسرحيون» عن مسرحية بيت الحلاو.[28]
- 2017:  الكويت - جائزة أفضل برنامج مسابقات من مهرجان «المميزون في رمضان» عن برنامج شوج تايم.[29]
- 2017:  الكويت - جائزة أفضل ممثلة دور أول من مهرجان «المميزون في رمضان» عن مسلسل اليوم الأسود.[30]
- 2018:  الكويت - جائزة أفضل ممثلة دور أول من مهرجان «المميزون في رمضان» عن دورها في مسلسل المواجهة.[31]
- 2018:  الكويت - جائزة أفضل فنانة دور أول من مهرجان «المسرحيون» عن دورها في مسرحية تومورو.[32]
- 2019:  الكويت - جائزة أفضل ممثلة دور أول من مهرجان «المميزون في رمضان» عن دورها في مسلسل «عذراء»، كذلك منحت في المهرجان لقب «نجمة الشباب الأولى».[33]
- 2024:  البحرين - جائزة أفضل ممثلة دور أول من «مهرجان الخليج للإذاعة والتلفزيون» في دورته الـ 16، عن دورها في مسلسل «غسيل».[34][35]

## روابط خارجية
- شجون الهاجري على موقع IMDb (الإنجليزية)
- شجون الهاجري على موقع قاعدة بيانات الأفلام العربية
- شجون الهاجري على موقع قاعدة بيانات الفيلم (الإنجليزية)
- شجون الهاجري على موقع ليتربوكسد (الإنجليزية)

لا توجد روابط لمواقع التواصل الاجتماعي.